# Миротворецът (филм, 1997)
Вижте пояснителната страница за други значения на Миротворец.
„Миротворецът“ (на английски: The Peacemaker) е екшън-трилър от 1997 г. с участието на Джордж Клуни и Никол Кидман.

## Сюжет
Във влак в Русия превозващ ракети SS-18 избухва ядрена експлозия. Според ядрения експерт д-р Джулия Кели (Никол Кидман) това не е злополука. Подполковникът от разузнаването на специалните части Томас Дево (Джордж Клуни) е на същото мнение. Заедно те трябва да разкрият заговор, който вплита в мрежите си не само Щатите, но и Европа, за да спрат терорист без искания.